# Hospício de Sant'Ana (Minde)
O Hospício de Sant'Ana, conhecido Hospício de Santo António ou Hospício de Santa Maria da Arrábida ou, de forma coloquial, Convento de Minde foi um hospício da Ordem de São Francisco da Província de Santa Maria da Arrábida localizado na freguesia da paróquia de Minde, cujo padroeiro era, primeiramente, o Reverendíssimo Padre Apolinário dos Anjos e, posteriormente, o 1º Conde de Rio Maior (pai de Marechal Saldanha, 5 vezes Presidente do Concelho de Ministros de Portugal) apesar de este não jazer no espaço do convento. Este edifício constituiu um exemplo importantíssimo da arquitetura religiosa barroca dos meados do século XVIII. Hoje, parte do edifício original ainda se mantém de pé, notavelmente a relevante entrada setecentista que se encontra em ótimo estado de preservação.

## História
Este edifício religioso foi mandado construir por Dom João V em 1731 e aberto em 1733 (ou fundado em 1733 e aberto no mesmo ano, algo pouco provável) e foi uma das quarenta e cinco casas religiosas por este mandadas erguer. Terá sido por falta de meios de subsistência que foi criada em Minde, por Dom José, a celebríssima Feira de Sant'Ana cujas rendas seriam aplicadas em benefício do hospício.
Em 1778, D. Maria I concede aos Religiosos do Hospício um Alvará de isenção de direitos das lãs e buréis precisos à sua Vestiaria. No mesmo ano, recebem a mercê de continuarem a ter a esmola de 15 arráteis de pimenta, 6 de cravos, 10 de canela, 4 de gengibre e 5 de malagueta. Em 1779, seguinte, é-lhes concedida licença para terem uma escola de escrever, ler e contar com uma ordinária de 40$000 réis cada ano para o religioso que reger a dita escola.
Algures entre 1834 e 1840, O Reverendíssimo Fr. João do Chavinha, pároco da Mendiga e possível reitor do Hospício, de forma contrária aos estatutos impostos aos visitantes e religiosos do convento, levou para a sua cela um fogareiro aceso, levando ao incêndio da sua cama. Julgando dominá-lo, foi à cozinha do mosteirinho buscar a água em que haviam deixado o bacalhau que devia ser servido no dia seguinte. Assim, neste intervalo, o fogo ganhou força e tornou-se inapagável, o que levou um dos criados do convento a correr de imediato ao sino da capela e outro a correr até à matriz em busca de ajuda. O incêndio que acometeu o edifício fez restar apenas a capela.
Em 1840, o edifício foi pedido pela Junta da Paróquia de Minde para cemitério. O supramencionado nunca se realizou, sendo o convento comprado, surpreendentemente, por António Carreira Chavinha (irmão do Rev.º João do Chavinha acima referido), descrito por certas fontes como um "grande maníaco" que, em 1843, o demoliu (excetuando a parte presente na imagem acima). Ao verem o convento ao qual deviam a educação dos seus filhos ser "alagado" apregoou o povo: "Chavinhas o queimaram e Chavinhas o alagaram".

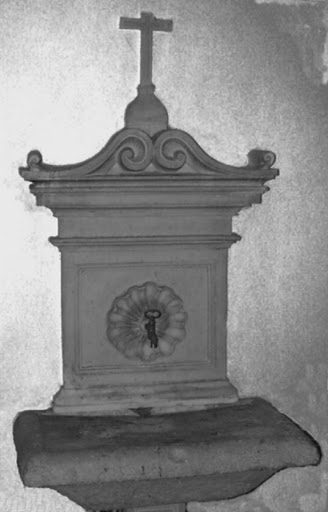
Lavabo da Sala de Refeições do Hospício de Sant'Ana em Minde

## Objetos remanescentes
Alguns objetos originais do Hospício terão sobrevivido após a compra final do hospício, nomeadamente:
1. Imagem em marfim de Nossa Senhora
2. Lavabo da Sala de Refeições do Antigo Hospício

Pelo inventário, em 1834, os seus bens foram avaliados em mais de 500$000 réis. 